# Таро (карти)
Таро́ (від фр. tarot, італ. tarocchi) — колода карт, що використовується із середини XIV століття в різних частинах Європи для картярських ігор, у багато з яких грають і сьогодні. З кінця XVIII століття карти таро почали використовувати для ворожіння.
Карти таро утворюють систему графічних образів, які можуть бути оформлені як колода гральних карт (для ігор), як ворожильні карти (для картомантії), а також можуть являти собою набір суто графічних образів (або навіть словесних описів образів), коли вони використовуються як символи.

## Значення
Французьке слово «таро» означає назву гри в карти (jeu de tarot, варіант Веселки). Крім того, нижче по тексту дається легенда про походження слова «tarot»; це слово єгипетського походження, а отже закінчення «-ot» говорить про множину жіночого роду. Італійська назва «таро» — «тароккі», — застосовується до колоди з 78 карт, що складається з 4 мастей по 14 карт кожна та 22 символічних карт-картин, що використовуються як козирі. Окультист XIX століття Еліфас Леві (Альфонс Констан) вважав таро «сумою всіх наук, ключем до відповідей на всі питання».

## Опис колоди карт таро
Карти типової колоди таро поділяються на дві великі групи: на козирі, так звані старші аркани, і на молодші аркани. Саме слово аркан походить від латинського слова arcanum, що означає «закритий», «таємний». Цей термін щодо таро ввів французький окультист Поль Крістіан (1863), а поділ арканів на старші (мажорні) та молодші — французький окультист Елі Стар (1888).

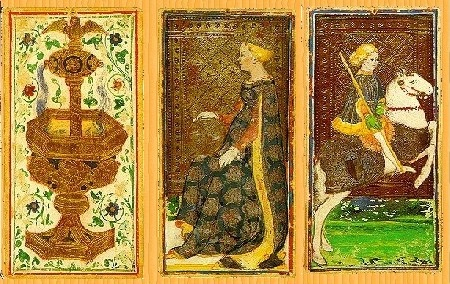
Карти таро з колоди Вісконті-Сфорца

Колода карт таро може бути «скороченою», що складається тільки з козирів та «Дурня» (старших арканів), і «повної», що має також карти, що відносяться до чотирьох мастей (молодші аркани). У мастях виділяються фігурні та номерні карти, кількість та оформлення яких можуть мінятися. Присутність «Дурня» («Блазня», «Крокодила» та ін.) є необхідною, але не достатньою ознакою таро. Кількість та сюжети козирів можуть мінятися.

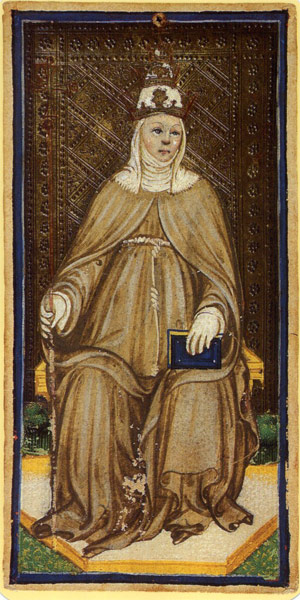
Карта «Папесса» або «Жриця» з Колоди Вісконті-Сфорца

До козирів відносяться 22 карти, кожна з яких має свою оригінальну назву. Їхні зображення, назви та приписувані значення арканів у кожній колоді свої. У різних окультних школах розроблені також різні системи нумерації старших арканів, їхніх астрологічних, алфавітних та інших «езотеричних» збігів. З цієї причини представники окремих шкіл сперечаються про те, чия система є «правильною». У класичному (найпоширенішому) варіанті козирі мають назви: «Дурень» («Блазень»), «Маг», «Жриця», «Імператриця», «Імператор», «Іерофант», «Закохані» («Вибір»), «Колісниця», «Справедливість» («Правосуддя»), «Пустельник», «Колесо Фортуни», «Сила», «Повішаний», «Смерть», «Помірність» («Час»), «Диявол», «Вежа», «Зірка», «Місяць», «Сонце», «Страшний суд» («Суд»), «Світ».
Решта 56 карт, молодші аркани, поділяються на чотири масті: палиці (жезли), мечі, кубки (чаші), монети (пентаклі, диски). Таким чином, у колоді є по 14 карт кожної масті. Із них 4 картки — фігурні картки, або так звані карти двору, на яких зображуються люди: король, королева (дама), принц (лицар) і паж (принцеса). Решту 10 карт масті є очковими, тобто мають вартість від одного очка до десяти. Одноочкові картки інакше називають тузами.

## Походження таро
Існує легенда, що у Стародавньому Єгипті був храм, у якому було 22 кімнати, а на стінах кімнат були зображені символічні картини, від яких згодом виникли великі аркани таро. Таро єгипетської тематики популярне і досі, хоча не є класичним.
Інші дослідники вважають, що таро виникло з кабали (двадцять дві букви та десять Сефірот Кабали — основа системи таро) і вважають вихідною точкою в історії таро 300 рік нашої ери — приблизно дату створення «Сефер Єціра», фундаментальної праці з кабали.
Карти таро з'явилися в Італії на початку XV століття (1420—1440). Колоди, що дійшли до нас із тих часів, являють собою розкішні картки ручної роботи, виконані для аристократії. На сьогодні немає достовірної інформації про те, що карти з'явилися раніше. Іноді історію таро намагаються розпочати з 1392 року, оскільки існує датований ним запис, згідно з яким у Жакміна Грінгоньє була замовлена колода карт для французького короля Карла VI, і деякі з цих карт дотепер зберігаються у Парижі. Однак колода, що зберігається у Національній Бібліотеці — це колода ручної роботи кінця XV ст. північно-італійського типу. Тому, можливо, замовлена для короля колода була звичайною колодою для карточних ігор.
Тут відразу слід зробити зауваження, що переконання, ніби 52-карткова ігрова колода виникла від карт таро — міф. Дійсно, найбільш ранньою документальною згадкою гральних карт є указ про заборону карткових ігор у Берні, датований 1367 роком. Але, як уже було відзначено, народження таро прийнято датувати XV століттям, тобто пізнішим терміном. Для Європи того часу не було секретом, що звичайні гральні карти прийшли з ісламського світу, про що свідчить запис італійського живописця Ніколо Кавелуццо, зроблений у 1379 році у хроніках його рідного міста: «введена в Віттербо гра в карти, яка прийшла з країни Сарацин і звана там „наіб“». Ці ранні карти мали чотири масті: чаша, меч, монета та ключки для поло (які європейці сприйняли як палиці) і фігури, які складаються з короля і двох чиновників-чоловіків. Лише пізніше таро додасть до цього набору жіночу фігуру та 22 оригінальні козирі. Що стосується гральних карт зі звичними для нас мастями (трефами, піками, червами, бубнами), то їх у вжиток введуть французи незадовго до 1480 року. Ті, хто стверджує, що гральні карти походять від таро, переконані, що доказом цього є джокер. На їхню думку, це єдиний вцілілий козир таро («Блазень»), а інші козирі були скасовані. Але, мабуть, це так само є хибною думкою. Джокер виник у США близько 1857 року і використовувався як т. зв. шалена карта в покері, або як старший козир у грі юккер.
Що стосується походження самої назви таро, то відомо, що спочатку карти називалися «карти тріумфів (козирів)» (італ. carte da trionfi), однак близько 1530 р. італійське слово «tarocchi» (в однині «tarocco») починає використовуватися для того, щоб відрізнити гру з таро від гри зі звичайними козирями (triumphs — trumps). Варто відначити, як і звичайні гральні карти, таро використовувалося саме в азартних цілях, а саме використовувалися в грі, що нагадує бридж. Ця гра була дуже популярна в Європі, у неї продовжують грати і зараз, особливо у Франції.

## Таро як інструмент для пророкувань
Точно невідомо, з якого моменту карти таро стали використовувати не тільки для гри, але й при ворожінні. Однак перші документальні натяки на можливість співвідношення карт та людських доль відносяться до XVI століття. Деякі поети того часу, описуючи знаменитостей у хвалебних віршах, порівнювали людей з козирями таро. Такі вірші іменувалися «tarocchi appropriati», і в одному випадку (1527 р.) вони відносяться до долі людини. Цікаво, що в 1540 році в Італії виходить книга «Ворожіння» (італ. «Le Sorti»), у якій автор, хтось Франческо Марколіно да Форлі, вказує простий спосіб пророкування за допомогою карт масті монет звичайної гральної колоди. Це найбільш ранній з відомих нам трактатів про ворожіння. Хоча колода таро й містить аналогічні карти, поки що неможливо однозначно стверджувати, що таро було в ті часи розвинутим інструментом ворожіння. Як видно, натяки на це хоча і є, але залишаються туманними. Говорити про таро як про оформлену систему пророкувань, можливо лише починаючи з кінця XVI століття, оскільки є записи в Болоньї, датовані 1700 роком, у яких недвозначно описуються ворожильні значення карт таро.
Наразі існує декілька виробників таро в Європі, також популярні підробки[джерело?]. Більшість колод видається англійською мовою.

## Таро та езотерична традиція
Те, що карти таро походять від звичайних гральних карт, ще не виключає можливості присутності в них герметичної, єретичної чи кабалістичної символіки, оскільки раннє італійське Відродження, що породило таро, було часом великої інтелектуальної активності. Тому герметизм, астрологія, неоплатонізм, піфагорейська філософія та неортодоксальна християнська думка, процвітаюча тоді, могли залишити свій слід у символіці таро.
Подібні символічні «сліди» в таро наштовхнули пізніших дослідників на думку, що таро походить від якихось стародавніх культур на зразок єгипетської чи вавилонської, що ця система являє собою таємне зведення мудрості минулого. Першими відомими нам дослідниками у цій області були Кур де Жеблен (Geblen) і граф де Мелле. У 1781 році виходить їх книга «Первісний світ», в останній главі якої якраз і стверджується, що таро сходить до єгипетської традиції, хоча з історії виникнення карт нам відомо, що це не так. Як би там не було, але ця робота змінила долю таро. З цих самих пір на колоду поглянули як на таємничу окультну систему, а Таро Марсельське, використане в дослідженні, перетворилося на зразок, з якого потім малювали багато які інші колоди і на основі якої велися окультні дослідження. Зауважимо також, що у ранніх версіях таро не було не лише астрологічних символів, букв івриту, але навіть номерів. Таким була, наприклад, колода Вісконті-Сфорца, датована 1428-роком, виготовлена в XV столітті (1428 р.) художником Боніфаціо Бембо до весілля Б'янки Марії Вісконті з Франческо Сфорца. Лише у 1470 році з'явиться колода карт Montegna, на якій були зображені класичні боги, а так само астрологічні символи.
Осібно в ряду дослідників символізму таро стоїть вчитель математики та перукар Альєт, на якого ідеї книги де Жеблена справили велике враження. Альєт, присвятивши себе окультним заняттям, розробив свою систему ворожіння по картах. В історії він відомий, як Еттейла, цей псевдонім був анаграмою власного імені дослідника.
Наступним після Жеблена і Мелле помітним дослідником окультного значення таро став Еліфас Леві. В 1856 р. в своїй роботі «Вчення і ритуал вищої магії» Еліфас Леві вперше пов'язує кабалу і таро, асоціюючи старші аркани таро з буквами івриту, а значить, і зі шляхами кабалістичного дерева. Саме цією схемою користувався С. Л. Макгрегор Мазерс при створенні колоди таро «Золотої Зірки». У 1887 році Мазерс починає описувати езотеричні атрибути таро у своєму манускрипті «Книга Т». Далі цим питанням займався Артур Едвард Вейт, який у 1910 році публікує книгу «Ілюстрований ключ до таро». Під його керівництвом Міс Помелла Колеман-Сміт, молода американка, що була в ордені «Золотої Зірки», намалювала нову колоду таро, так звану колоду Райдера — Вейта.
Помітний внесок у дослідження цієї області вніс Алістер Кроулі, який у 1944 році видає свою «Книгу Тота», фундаментальну працю, присвячену символіці таро, а так само їх кабалістичним і астрологічним відповідностям. Однак, незважаючи на величезний внесок у вивчення системи таро (зокрема, створення власної колоди спільно з Фридою Гарріс), він був не останнім значним дослідником таро в сучасності. Ним був Тимоті Лірі, який додав 2 нові карти в колоду, а також надав системі таро строгіше наукове значення. Появу Тима і його дії пророкував Алістер Кроулі незадовго до своєї смерті.

### Французька та англійська школи таро
Великі дослідники символіки таро належать до однієї з двох шкіл: французької або англійської. Головне розходження шкіл полягає в тому, як вони поміщають «Блазня» у ряду старших арканів.
Основоположником французької школи є Еліфас Леві. Згідно з поглядами цього табору дослідників, аркан «Блазень» слід розміщувати між арканами «Суд» та «Світ». У цьому випадку ряд старших арканів відкриває карта «Маг» і їй відповідає буква івриту «Алеф». Основоположник англійської школи, Мазерс, поміщає «Блазня», нульовий аркан, перед «Магом», оскільки нуль — є початок всіх інших чисел, як Ніщо, є прародитель усіх речей. У цій системі відповідності алеф співвідноситься вже з «Блазнем».

## Таро та психологія
Явище універсальності карткового символізму добре показав Карл Густав Юнг, помітивши, що символіка таро збігається з розробленою ним системою архетипів, а тому персонажі таро являють собою о́брази, які як і образи міфологічні, загальнозначимі для людської психіки. Тому деякі психологи використовують образи, запозичені з таро, щоб ідентифікувати стан клієнта з певним архетипом. Це дозволяє не тільки описати стан людини, але знаючи особливості даного архетипу, довгадувати сильні та слабкі сторони клієнта, які потім можуть бути проаналізовані. По суті, це нагадує те, що робили поети XVI століття. Звідси випливає, що символіка таро, в силу її архетипічності, багаторівнева і має безліч варіантів розуміння: філософи бачать в ній один сенс, а провісники доль — інший.